# Bohdan Arct

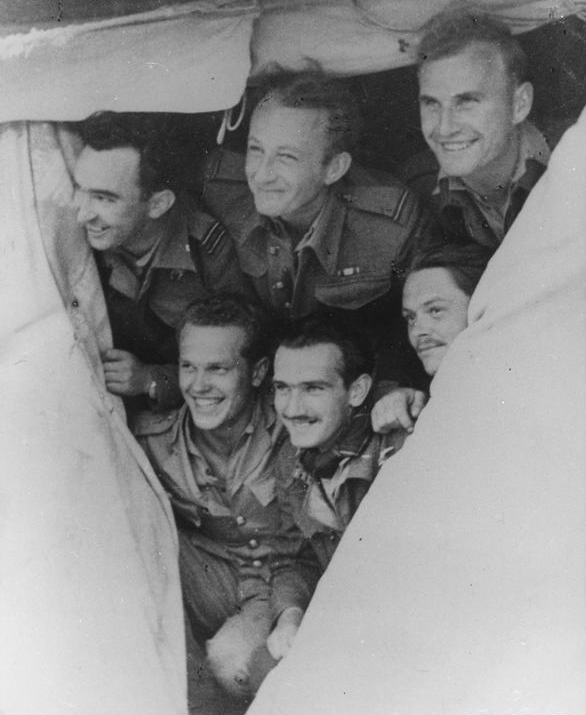
Bohdan Arct (oben Mitte, 1943)

Bohdan Arct (* 27. Mai 1914 in Warschau; † 11. Mai 1973 in Siedlce; sprich: Arzt) war ein polnischer Autor und Jagdflieger.

## Leben
Bohdan kam 1914 in Warschau als Sohn des Herausgebers Zygmunt Arct und der Kinderbuchautorin Maria Buyno-Arctowa zur Welt. Nach dem Abitur 1933 legte er den einjährigen Wehrdienst in Reservistenschule der Polnischen Luftstreitkräfte in Dęblin ab. In den folgenden Jahren betrieb er weiterhin Luftfahrt und wurde 1936 zum Offizier befördert. Von 1934 bis 1935 absolvierte er ein Praktikum bei dem Verlag M. Arct in Warschau und studierte anschließend von 1935 bis 1939 Grafikdesign an der Akademie der Bildenden Künste Warschau.
Er kämpfte bis zur Kapitulation Polens zu Beginn des Zweiten Weltkriegs in der polnischen Armee als Pilot. Danach flüchtete er über Rumänien und Syrien nach Frankreich. Dort diente er als Fluglehrer in Blida bei Algier, bis auch Frankreich kapitulierte. Anschließend ging er nach Großbritannien und wurde in Heston Anfang 1941 zum Jagdflieger ausgebildet. Er flog von März bis Mai 1943 Einsätze in Nordafrika und England. Zum Major der Royal Air Force befördert, wurde er 1944 über Holland abgeschossen und im Stalag Luft 1 in Barth als Kriegsgefangener interniert.
Nach der Entlassung aus der Kriegsgefangenschaft 1945 ging er zurück nach England. Von dort übersiedelte er mit seiner englischen Frau Beryl und Tochter 1947 nach Breslau und 1948 nach Gołków bei Warschau. 1952 zog er nach Dobrzanów bei Siedlce. Bis 1956 hatte er, wie viele Kriegsheimkehrer aus alliierten Streitkräften in den Ostblock, unter Repressionen der neuen (von Moskau kontrollierten) polnischen Regierung zu leiden.
Zwischen 1944 und 1973 schrieb er vierundvierzig Bücher mit einer Gesamtauflage von vier Millionen Exemplaren. Bohdan Arct starb 1973 im Alter von 58 Jahren.
Sein wichtigstes Werk ist wohl Kamikaze – Boski Wiatr, (dt. Kamikaze – Göttlicher Wind). Die deutschen Übersetzungen tragen verschiedene Untertitel, so z. B. „Aus dem Tagebuch eines Kamikaze“, „Tagebuch eines Kamikaze“ oder „Ein Todesflieger führte Tagebuch“.

## Publikationen
- W pogoni za Luftwaffe. Polscy mysliwcy w pustyni Tunisu, 1946
- Messerschmitty w słońcu, 1947
- Zwichnięte skrzydła, 1948
- Gdy zamilkły silniki. Powieść lotnicza, 1949
- Ekipa pokoju, 1950
- Dla dobra człowieka, 1952
- Lot o świcie, 1952
- Załoga młodych, 1953
- Ludzie powietrza, 1954
- Skradziony człowiek, 1954
- Wielki dzień dywizjonu 303, 1956
- Niebo w ogniu, 1957
- W pogoni za V-1, 1957
- Bimber, 1958
- Cyrk Skalskiego, 1958
- „Lew pustyni“ w potrzasku, 1958
- Odyssea Hansa Schmidta, 1958
- W podniebnej chwale, 1958
- Samoloty świata, 1959
- Pomoc musi nadjeść, 1960
- Rycerze biało-czerwonej szachownicy, 1960
- Kamikadze – boski wiatr, 1961
- Kamikadze. Ein Todesflieger führte Tagebuch, übersetzt von Kurt Kelm, 1966
- Nóż i skalpel, 1961
- Alarm w St. Omer. Opowieści lotnicze, 1962
- Podniebne asy, 1962
- Bohaterowie nieba, 1963
- Ucieczki, 1963
- Cena życia, 1964
- Szturmowcy Warszawy, 1964
- Na progu kosmosu, 1965
- Skrzydła nad Warszawą, 1965
- Trzecie pokolenie, 1965
- Poczet wielkich lotników, 1966
- Polacy w bitwie o Anglię. 1940, 1967
- Śladem samolotu, 1969
- Polskie skrzydła na Zachodzie; Po wrześniowej katastrofie; Bitwa o Wielką Brytanię; Ofensywa powietrzna i zwycięctwo, 1970
- Obce niebo, 1971
- Lotnicy bez skrzydeł. Polski lotniczy personel naziemny 1939–1945, 1972
- Polacy w walce z bronią „V“, 1972
- Pomnik polskich lotników w Northolt, 1972
- Alferro łączy kontynenty, 1973
- Polacy w walkach na Czarnym Lądzie, 1974
- Lot bez lądowania, 1975
- Trzysta pierwszy nad celem, 1975